# Fontanna Młodości

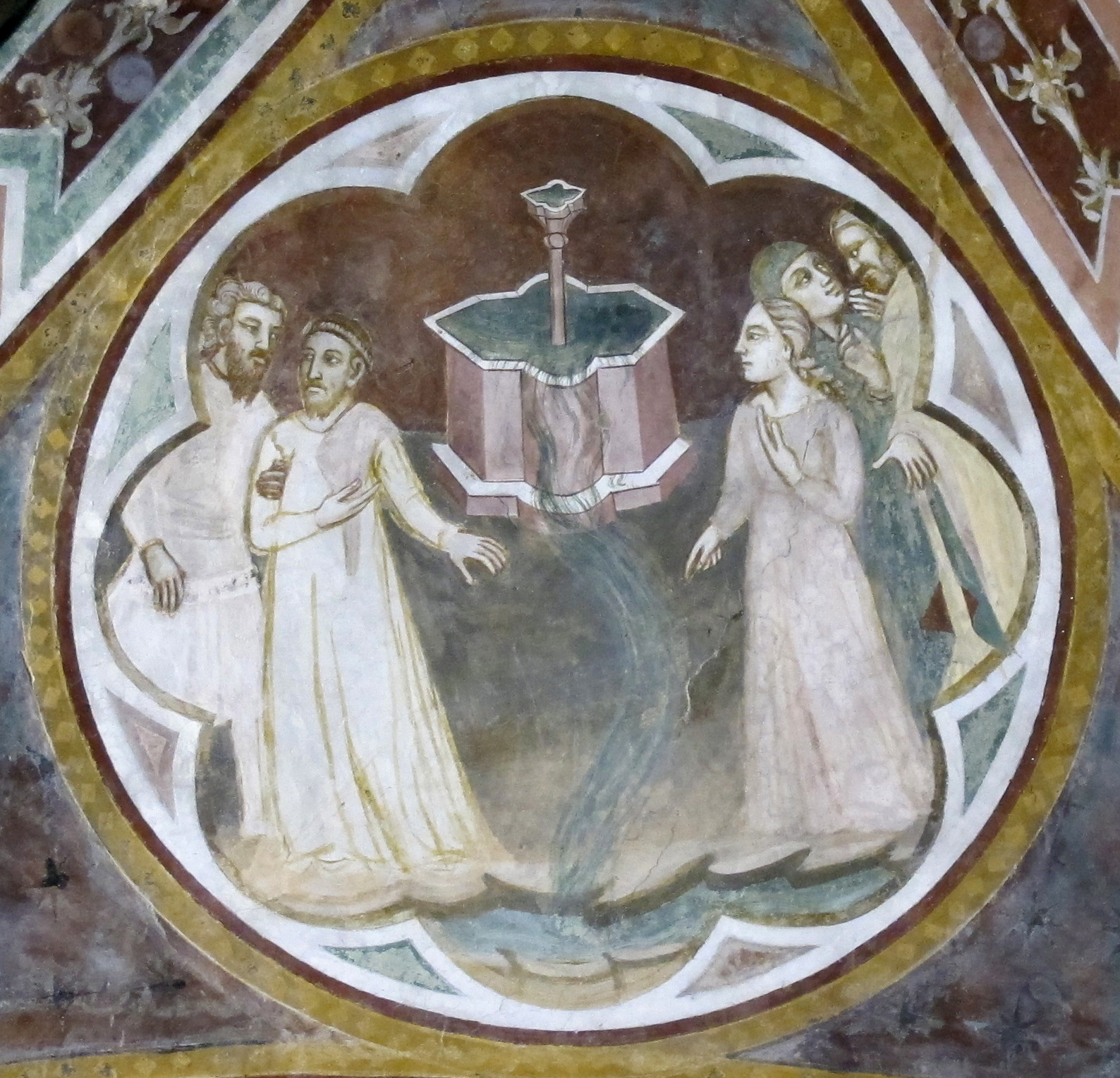
Fontanna Młodości

Fontanna Młodości (Źródło Młodości) – mityczne miejsce, w którym znajduje się źródło magicznej wody, po wypiciu której człowiek staje się młody oddalając datę swojej śmierci.
Legenda powstała w czasach kolonizacji kontynentu amerykańskiego przez Europejczyków i spowodowała, że wielu ludzi wyruszało na poszukiwania Fontanny. Podobna, znana legenda powstała mniej więcej w tym samym czasie, mówiła o El Dorado (mieście ze złota).